# Fournier-Bucht
Die Fournier-Bucht (französisch Baie de l’Amiral Fournier und Baie Fournier) ist eine Bucht an der Nordostküste der Anvers-Insel im Palmer-Archipel. Sie liegt unmittelbar westlich der Briggs-Halbinsel.
Der deutsche Polarforscher Eduard Dallmann entdeckte sie vermutlich bei seiner von 1873 bis 1874 dauernden Antarktisexpedition. Kartiert wurde sie bei der Vierten Französischen Antarktisexpedition (1903–1905) unter der Leitung des Polarforschers Jean-Baptiste Charcot. Dieser benannte die Bucht nach dem französischen Admiral François Ernest Fournier (1842–1934).